# Il cammino dell'età (Anthony)
Il cammino dell'età è il secondo album del cantante napoletano Anthony, pubblicato nel 2004.

## Tracce
1. Senza nu pate (con Leo Ferrucci)
2. Bambola
3. Mentre currive
4. Mucho muchacha
5. Mammà
6. I'te vulesse spusà
7. Me Piace
8. Sempe sempe
9. Na pena
10. Frammenti